# Казимир Ян Сапега
Казимир Ян Павло Сапега (біл. Казімер Ян Павал Сапега, пол. Kazimierz Jan Paweł Sapieha; 1637 / 1638 / бл. 1642 — 13 березня 1720, Городня) — державний і військовий діяч Великого князівства Литовського, герба Лис.

## Біографія

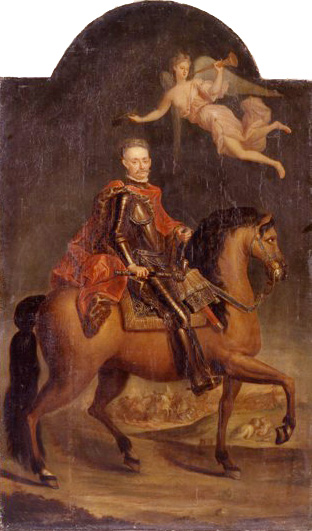
Казимир Ян невідомий худ. XVII—XVIII століття

Найстарший син великого гетьмана литовського Павла Яна Сапеги (бл. 1610–1665) і його другої дружини Анни Барбари Копець (пом. 1707). За версією ПСБ, дата народження бл. 1638 року — хибна, бо батьки уклали шлюб на межі 1641-1642 років. Хрещеним батьком був Казимир Леон Сапега. В 1648 році батько брав його на виборний сейм, поставив його підпис від Вітебського воєводства.
У вересні 1657 року виїхав для навчання до Ґрацу. Тут 1658 року був публічно ображений цісарським офіцером, через це стосунки батька з віденським двором охололи. 20 липня 1661 року Ян II надав йому посаду підстолія литовського, бо хотів отримати підтримку батька — опозиціонера щодо двору короля. Наприкінці 1660 виїхав для подальшого навчання, 9 січня 1661 року записався з титулом старости Берестя.
Під час виборів короля 1674 року критикував Михайла Казимира Паца за зловживання та дефродацію громадських фундушів, погрожуавав покинути службу у війську ВКЛ, перейти на службу до коронного війська. Віддав голос за кандидатуру Яна Собеського. За це отримав з французької каси 13000 ліврів та підтримку нового короля в суперечці Сапіг з Пацами. Брав участь в осінній кампанії 1674 року в Україні, після відходу частини війська ВКЛ на чолі з М. К. Пацом залишився з власними коругвами в таборі під Брацлавом.
З 1684 року в опозиції до Яна III Собеського через отримання гегемонії Сапіг у ВКЛ, різне бачення політики. На раді сенату 29 вересня 1684 року між Жванцем та Хотином запропонував сейму розглянути питання, чи має король прияйняти запропоноване цісарем посередництво в конфлікті між Францією та Іспанією-Австрією. 11 жовтня 1684 брав участь у битві під Кам'янцем. Брав участь в радах сенату 1684 року: 22 жовтня — під Чортковом, 26-27 жовтня — під Незбродами. Планував особисто взяти участь в молдавській кампанії 1686 року, потім відмовився, вислав загін на чолі з Юзефом Богуславом Слушкою, через що був розкритикований королем на раді сенату у Львові в грудні 1686 року. Брав участь в переможній битві з татарами 18 серпня 1688 року біля Кам'янця, де командував лівим крилом. 13 вересня на військовій раді в таборі під Бучачем не підтримав плановану королем виправу на Молдавію.
Королю була необхідною підтримка Сапіг у справі відбирання маєтностей Людвіки Кароліни Радзивіллівної (пом. 20.3.1695), яка, розірвавши зашлюбини з королевичем Якубом, 10 серпня 1688 року уклала шлюб із Карлом Філіпом Нойбурзьким. Для цього він вислав до Бучача Станіслава Антонія Щуку, але К. Я. Сапега віддав перевагу заочним перемовинам з королем. Остаточно став на сторону Карла Філіпа Нойбурзького, за що отримав 60 000 талерів. На сеймі 1688-1689 років його люди протидіяли будь-яким планам короля, зокрема, взяти нойбурзькі фортеці силою військ.
Під час громадянської війни 1696–1702 років у Великому князівстві Литовському став на чолі роду Сапіг, за їхнє домінуюче панування в країні. Після смерті короля був одним із претендентів на руку Марії Казимири. 18 листопада 1700 зазнав поразки в битві під Олькениками (нині м. Валькінінкай, Литва) від великолитовської шляхти, якою командував Михайло Сервацій Вишневецький.
Помер близько опівночі 13—14 березня 1720 року в Городні під час зворотньої дороги з сейму. Був похований 3 квітня 1720 у княжій усипальниці в Березі-Картузькій.

### Уряди (посади)
Посідав важливі уряди (посади) та державні пости у Великому князівстві Литовському:
- чашник литовський (з 1659 року),
- підстолій литовський (з 1661),
- підскарбій надвірний литовський (з 1661),
- воєвода полоцький (бл. 1670 — 1681),
- польний гетьман литовський (1681—1682),
- староста жмудський (можливо, з 1681/82)
- воєвода віленський (у 1682—1707), отримав перед 22 травня 1682 року водночас з обіцянкою посади великого гетьмана литовського[4]
- староста берестейський,
- великий гетьман литовський (у 1682—1703 і 1707—1708); номінацію отримав 15 лютого 1683 року.
- староста борисовський, 18 червня 1667 року відступив тесть
- староста оникшинський; 10 жовтня 1669 року відступила теща, згода короля 15 квітня 1670 року; 16 червня 1708 року відступив сину Юрієві
- староста бобруйський з 1686 року
- староста здзитівський (Слонімський повіт), 1687 року отримав від матері.

### Маєтності, фундації
Хресний батько записав йому значну частину своїх величезних маєтків, зокрема, Бяроза, Чорнобиль та ін.

### Родина
Був одружений тричі:
1) Христина Барбара Глібович, з 1667 року (1647 −1695, дочка Юрія Глібовича), під його впливом в 1668 році перейшла з кальвінського обряду на католицький; разом з нею в 1676 році фундували монастир домініканів у Заславі. Діти:
- Єжи Станіслав (бл. 1668—1732) — стольник литовський, воєвода троцький, мстиславський воєвода,
- Міхал Францішек (бл. 1670—1700) — конюший литовський, генерал артилерії литовської, ошмянський староста, князь Священної Римської імперії (1700),
- Олександр Павло (1641—1734) — чашник литовський, маршалок надвірний литовський, маршалок великий литовський,
- Катажина Схоластика (пом. 1720) — дружина Стефана Миколая Браницького, мати Яна Клеменса Браницького.

2) Тереза Корвін-Госевська, з 1702/03 року (? −1708)
3) Антонія Сибілла Вальдштейна-Арнау, до 1711 року (? −1779) графиня